# Francisco Javier Seelos
Francisco Javier Seelos (Füssen, 11 de enero de 1819-Nueva Orleans, 4 de octubre de 1867), conocido como El Asceta Alegre, fue un sacerdote redentorista bávaro, enviado como misionero a América, en especial a los Estados Unidos. 
Es venerado como beato por la Iglesia católica y su memoria litúrgica se celebra el 5 de octubre.

## Biografía
Fue nominado por el obispo de Pittsburg para ser su sucesor, pero él declinó el ofrecimiento, enviando una carta al papa Pío XI para tal fin, en donde le solicitaba al pontífice que tuviera en cuenta a otro sacerdote, y así se hizo.
Fue designado misinero itinerante por varios estados de la convulsionada Estados Unidos durante la guerra de secesión que partió en dos al país. Llegó a establecerse definitivamente en el estado de Luisiana, dentro de los Estados Confederados. Allí se dedicó a los enfermos, hasta que se contagió de fiebre amarilla.
Javier falleció en Nueva Orleans, el 4 de octubre de 1867, a los  dos años después de que los Confederados se unieron a los Estados del Norte bajo el nombre de Estados Unidos de América.

## Culto

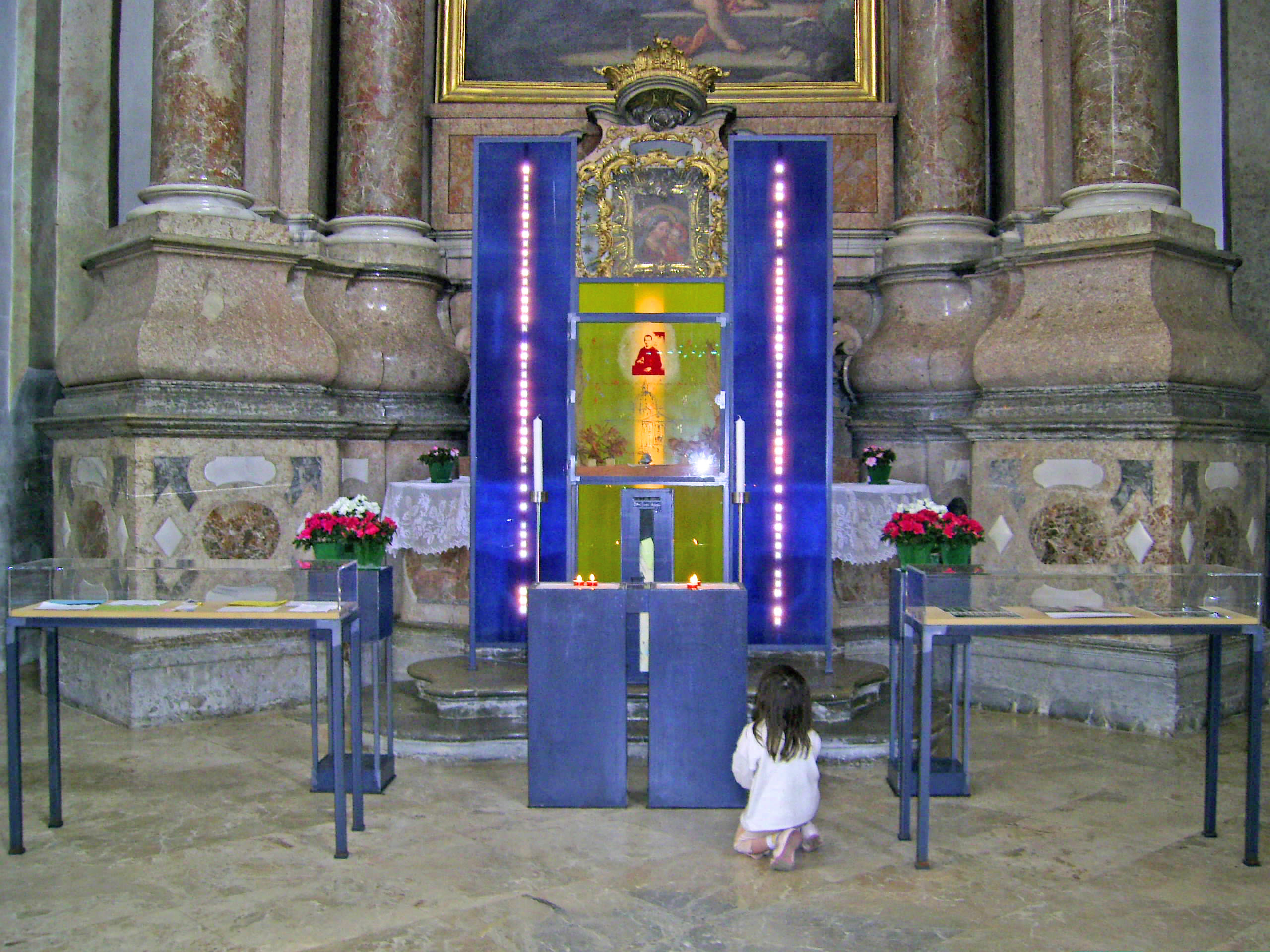
Santuario a Francisco Javier Seelos, Füssen, Alemania

Francisco fue beatificado el 9 de abril de 2000, por el Papa Juan Pablo II en la Plaza de San Pedro, Ciudad del Vaticano. Desde entonces su veneración ha sido tan importante que hoy se considera como memoria opcional, aún incluso por encima de los patriarcas Zacarías e Isabel, y de la religiosa polaca Faustina Kowalska, a quienes se recuerda el mismo día.
Su santuario está ubicado en la Basílica de Sant Mang, en Füssen, Alemania.